# Division IIA du Championnat du monde junior de hockey sur glace 2018
Le tournoi de la Division IIA du Championnat du monde junior de hockey sur glace 2018 a lieu à l'Ice Bowl de Dumfries en Grande-Bretagne du 10 au 16 décembre 2017.

## Format de la compétition
Le Championnat du monde junior de hockey sur glace est un ensemble de plusieurs tournois regroupant les nations en fonction de leur niveau. Les meilleures équipes disputent le titre dans la Division Élite.
Les 10 équipes de la Division Élite sont scindées en deux poules de 5 où elles disputent un tour préliminaire. Les 4 meilleures sont qualifiées pour les quarts de finale. Les derniers de chaque poule s'affrontent dans un tour de relégation, au meilleur des 3 matches. Le perdant est relégué en Division IA.
Pour les autres divisions qui comptent 6 équipes (sauf la Division III-Q qui en compte 3), les équipes s’affrontent entre elles et, à l'issue de cette compétition, le premier est promu dans la division supérieure et le dernier est relégué dans la division inférieure.
Lors des phases de poule, les points sont attribués ainsi :
- victoire : 3 points ;
- victoire en prolongation ou aux tirs de fusillade : 2 points ;
- défaite en prolongation ou aux tirs de fusillade : 1 point ;
- défaite : 0 point.

## Résultats
| 10 décembre | Japon | 6-1 (3-1, 2-0, 1-0) | Pays-Bas | Ice Bowl 167 spectateurs |

| Feuille de match | Feuille de match | Feuille de match            | Feuille de match               | Feuille de match                                                     |
| ---------------- | --- | --------------------------- | ------------------------------ | -------------------------------------------------------------------- |
|                  | Kobori (Aoyama) — 6 min 3 s (SN) Yoneyama — 6 min 47 s (SN) Aoyama (Sakuma) — 12 min 25 s (SN) - Kobayashi (Tokuda, Kaneko) — 33 min 51 s Igari (Kaneko, Aiki) — 34 min 42 s Kobayashi (Tokuda, Sawade) — 41 min 47 s | 1-0 2-0 3-0 3-1 4-1 5-1 6-1 | - J. van Soest — 18 min 23 s - | Arbitrage : Joonas Kova Juges de lignes : Andrew Dalton Mads Mandrup |
| Koda             | Gardiens | Kosters                     |                                | Arbitrage : Joonas Kova Juges de lignes : Andrew Dalton Mads Mandrup |
| 12 min           | Pénalités | 12 min                      |                                | Arbitrage : Joonas Kova Juges de lignes : Andrew Dalton Mads Mandrup |
| 51               | Tirs | 8                           |                                | Arbitrage : Joonas Kova Juges de lignes : Andrew Dalton Mads Mandrup |

| 10 décembre | Corée du Sud | 5-4 (TB) (0-1, 2-0, 2-3, 0-0, 1-0) | Estonie | Ice Bowl 236 spectateurs |

| Feuille de match | Feuille de match | Feuille de match                    | Feuille de match | Feuille de match                                                          |
| ---------------- | --- | ----------------------------------- | --- | ------------------------------------------------------------------------- |
|                  | - Lee Jo. (Lee T.) — 25 min 9 s (SN) Park M. (Lee Ju., Lee Jo.) — 35 min - Lee Jo. (Park M., Lee Ju.) — 55 min 15 s Kim S. (Chung, Lee H.) — 57 min 6 s - Lee Ju. — 65 min (TB) | 0-1 1-1 2-1 2-2 3-2 4-2 4-3 4-4 5-4 | Kuznetsov (Jurgens) — 1 min 40 s - Simonov (Linde) — 44 min 6 s - Linde (Kuznetsov, Simonov) — 58 min 50 s (JS) Kuznetsov (Linde, Nestertsuk) — 59 min 14 s (JS) | Arbitrage : Adam Kika Juges de lignes : Christian Cristeli Ally Flockhart |
| Kim T.           | Gardiens | Soovik                              | | Arbitrage : Adam Kika Juges de lignes : Christian Cristeli Ally Flockhart |
| 33 min           | Pénalités | 12 min                              | | Arbitrage : Adam Kika Juges de lignes : Christian Cristeli Ally Flockhart |
| 33               | Tirs | 37                                  | | Arbitrage : Adam Kika Juges de lignes : Christian Cristeli Ally Flockhart |

| 10 décembre | Grande-Bretagne | 3-2 (0-0, 1-1, 2-1) | Roumanie | Ice Bowl 418 spectateurs |

| Feuille de match | Feuille de match | Feuille de match    | Feuille de match                                                                          | Feuille de match                                                          |
| ---------------- | --- | ------------------- | ----------------------------------------------------------------------------------------- | ------------------------------------------------------------------------- |
|                  | Duggan (Shudra, Kirk) — 20 min 11 s - Garrigan (Howlett, Gulliver) — 43 min 35 s Shudra (Kirk, Howlett) — 52 min 16 s (SN) | 1-0 1-1 1-2 2-2 3-2 | - Sandor (Ferencz-Csibi) — 38 min 27 s Reszegh (Casaneanu, Ferensz-Csibi) — 43 min 19 s - | Arbitrage : Miha Bajt Juges de lignes : Nicholas Briganti Nikita Vilyugin |
| Lawday           | Gardiens | Adorján             |                                                                                           | Arbitrage : Miha Bajt Juges de lignes : Nicholas Briganti Nikita Vilyugin |
| 10 min           | Pénalités | 8 min               |                                                                                           | Arbitrage : Miha Bajt Juges de lignes : Nicholas Briganti Nikita Vilyugin |
| 38               | Tirs | 32                  |                                                                                           | Arbitrage : Miha Bajt Juges de lignes : Nicholas Briganti Nikita Vilyugin |

| 11 décembre | Pays-Bas | 4-5 (1-2, 3-2, 0-1) | Corée du Sud | Ice Bowl 427 spectateurs |

| Feuille de match | Feuille de match | Feuille de match                    | Feuille de match | Feuille de match                                                          |
| ---------------- | --- | ----------------------------------- | --- | ------------------------------------------------------------------------- |
|                  | - Sikma (Muller) — 14 min 43 s (IN) J. van Soest (T. van Soest, de Bonth) — 22 min 44 s - Pohlman (Sikma, Copier) — 31 min 55 s (2 SN) Muller (T. van Soest) — 32 min 35 s (SN) - | 0-1 0-2 1-2 2-2 2-3 2-4 3-4 4-4 4-5 | Lee Jo. (Park M., Lee Ju.) — 58 s Park K. — 1 min 58 s - Kim Jung. (Park H.) — 23 min 10 s Lee Ju. (Park M., Lee Jo.) — 23 min 57 s (SN) - Lee H. (Kim S.) — 50 min 11 s | Arbitrage : Andrej Simankov Juges de lignes : Cédric Borga Ally Flockhart |
| Missler          | Gardiens | Chun                                | | Arbitrage : Andrej Simankov Juges de lignes : Cédric Borga Ally Flockhart |
| 12 min           | Pénalités | 18 min                              | | Arbitrage : Andrej Simankov Juges de lignes : Cédric Borga Ally Flockhart |
| 33               | Tirs | 29                                  | | Arbitrage : Andrej Simankov Juges de lignes : Cédric Borga Ally Flockhart |

| 11 décembre | Japon | 3-2 (pr) (1-1, 1-1, 0-0, 1-0) | Roumanie | Ice Bowl 253 spectateurs |

| Feuille de match | Feuille de match                                                                                | Feuille de match    | Feuille de match                                                             | Feuille de match                                                      |
| ---------------- | ----------------------------------------------------------------------------------------------- | ------------------- | ---------------------------------------------------------------------------- | --------------------------------------------------------------------- |
|                  | Tokuda (Sawade) — 8 min 55 s - Kobori (Miura) — 25 min 50 s - Kobayashi (Shimizu) — 61 min 37 s | 1-0 1-1 2-1 2-2 3-2 | - Ferencz-Csibi (Rokaly, Sandor) — 14 min 28 s - Reszegh — 26 min 4 s (TP) - | Arbitrage : Adam Kika Juges de lignes : Andrew Dalton Nikita Vilyugin |
| Sato             | Gardiens                                                                                        | Adorján             |                                                                              | Arbitrage : Adam Kika Juges de lignes : Andrew Dalton Nikita Vilyugin |
| 12 min           | Pénalités                                                                                       | 12 min              |                                                                              | Arbitrage : Adam Kika Juges de lignes : Andrew Dalton Nikita Vilyugin |
| 57               | Tirs                                                                                            | 18                  |                                                                              | Arbitrage : Adam Kika Juges de lignes : Andrew Dalton Nikita Vilyugin |

| 11 décembre | Grande-Bretagne | 6-2 (0-1, 3-0, 3-1) | Estonie | Ice Bowl 487 spectateurs |

| Feuille de match | Feuille de match | Feuille de match                | Feuille de match                                                                            | Feuille de match                                                               |
| ---------------- | --- | ------------------------------- | ------------------------------------------------------------------------------------------- | ------------------------------------------------------------------------------ |
|                  | - Kirk (Shudra, Lawday) — 24 min 11 s (SN) Knaggs (Waller, Kerr) — 26 min 33 s (SN) Buesa (Gulliver, Garrigan) — 26 min 48 s Duggan (Kerr, Kirk) — 44 min Shudra (Duggan) — 45 min 18 s (SN) Duggan (Shudra, Kirk) — 50 min 54 s - | 0-1 1-1 2-1 3-1 4-1 5-1 6-1 6-2 | Slessarevski (Linde) — 9 min 12 s (2 SN) - Jefremov (Slessarevski, Saar) — 52 min 41 s (SN) | Arbitrage : Joonas Kova Juges de lignes : Nicholas Briganti Christian Cristeli |
| Lawday           | Gardiens | C. Jõgi                         |                                                                                             | Arbitrage : Joonas Kova Juges de lignes : Nicholas Briganti Christian Cristeli |
| 10 min           | Pénalités | 14 min                          |                                                                                             | Arbitrage : Joonas Kova Juges de lignes : Nicholas Briganti Christian Cristeli |
| 39               | Tirs | 27                              |                                                                                             | Arbitrage : Joonas Kova Juges de lignes : Nicholas Briganti Christian Cristeli |

| 13 décembre | Roumanie | 4-8 (2-1, 0-4, 2-3) | Estonie | Ice Bowl 547 spectateurs |

| Feuille de match                          | Feuille de match | Feuille de match                                | Feuille de match | Feuille de match                                                              |
| ----------------------------------------- | --- | ----------------------------------------------- | --- | ----------------------------------------------------------------------------- |
|                                           | Sandor (Ferencz-Csibi, Rokaly) — 2 min 26 s (SN) - Ferencz-Csibi (Vasile, Sandor) — 17 min 57 s (IN) - Rokaly — 54 min 48 s Rokaly (Sandor, Antal) — 56 min 41 s (IN) - | 1-0 1-1 2-1 2-2 2-3 2-4 2-5 2-6 2-7 3-7 4-7 4-8 | - Linde (Jürgens) — 7 min 44 s (2 SN) - Simonov (Linde, Laosma) — 23 min 44 s Nestertsuk (Linde, Slessarevski) — 26 min 48 s (SN) Nestertsuk (K. Jõgi) — 30 min 45 s (IN) Kuznetsov (Romanov, Barantsukov) — 37 min 30 s Romanov (Saar, Puzakov) — 45 min 53 s Kuznetsov (Jürgens, Laosma) — 46 min 19 s - Simonov (Nestertsuk, Linde) — 59 min 9 s | Arbitrage : Andrej Simankov Juges de lignes : Nicholas Briganti Andrew Dalton |
| Adorján (45 min 53 s) Szopos (14 min 7 s) | Gardiens | Soovik                                          | | Arbitrage : Andrej Simankov Juges de lignes : Nicholas Briganti Andrew Dalton |
| 24 min                                    | Pénalités | 16 min                                          | | Arbitrage : Andrej Simankov Juges de lignes : Nicholas Briganti Andrew Dalton |
| 35                                        | Tirs | 45                                              | | Arbitrage : Andrej Simankov Juges de lignes : Nicholas Briganti Andrew Dalton |

| 13 décembre | Japon | 5-1 (2-1, 0-0, 3-0) | Corée du Sud | Ice Bowl 235 spectateurs |

| Feuille de match | Feuille de match | Feuille de match        | Feuille de match                | Feuille de match                                                    |
| ---------------- | --- | ----------------------- | ------------------------------- | ------------------------------------------------------------------- |
|                  | - Tokuda (Sawade, Kobayashi) — 3 min 54 s (SN) Sawade (Kobayashi, Tokuda) — 16 min 20 s (SN) Kon (Sawade, Kobayashi) — 48 min 15 s Aiki (Igari, Kudo) — 49 min 6 s Aoyama (Kon, Kobayashi) — 52 min 18 s | 1-0 1-1 2-1 3-1 4-1 5-1 | Lee Jo. (Lee S.) — 11 min 1 s - | Arbitrage : Miha Bajt Juges de lignes : Ally Flockhart Mads Mandrup |
| Sato             | Gardiens | Kim T.                  |                                 | Arbitrage : Miha Bajt Juges de lignes : Ally Flockhart Mads Mandrup |
| 6 min            | Pénalités | 20 min                  |                                 | Arbitrage : Miha Bajt Juges de lignes : Ally Flockhart Mads Mandrup |
| 48               | Tirs | 14                      |                                 | Arbitrage : Miha Bajt Juges de lignes : Ally Flockhart Mads Mandrup |

| Feuille de match | Feuille de match | Feuille de match                    | Feuille de match                    | Feuille de match                                                     |
| ---------------- | --- | ----------------------------------- | ----------------------------------- | -------------------------------------------------------------------- |
|                  | Kirk (Duggan) — 17 min 50 s - Stubley (Gulliver, Buesa) — 26 min 29 s Gulliver (Kirk) — 43 min 10 s Kirk (Duggan, Buesa) — 47 min 38 s (SN) Buesa — 48 min 36 s Gulliver (Buesa) — 51 min 45 s Waller (Kirk, Stubley) — 55 min 43 s Kirk — 59 min 57 s (SN) | 1-0 1-1 2-1 3-1 4-1 5-1 6-1 7-1 8-1 | - Muller (Uytrecht) — 21 min 51 s - | Arbitrage : Adam Kika Juges de lignes : Cédric Borga Nikita Vilyugin |
| James            | Gardiens | Kosters                             |                                     | Arbitrage : Adam Kika Juges de lignes : Cédric Borga Nikita Vilyugin |
| 12 min           | Pénalités | 12 min                              |                                     | Arbitrage : Adam Kika Juges de lignes : Cédric Borga Nikita Vilyugin |
| 48               | Tirs | 16                                  |                                     | Arbitrage : Adam Kika Juges de lignes : Cédric Borga Nikita Vilyugin |

| 14 décembre | Estonie | 1-4 (0-1, 1-2, 0-1) | Japon | Ice Bowl 473 spectateurs |

| Feuille de match | Feuille de match                                          | Feuille de match    | Feuille de match | Feuille de match                                                           |
| ---------------- | --------------------------------------------------------- | ------------------- | --- | -------------------------------------------------------------------------- |
|                  | - Kuznetsov (Anufrijev, Aleksandrov) — 29 min 50 s (SN) - | 0-1 1-1 1-2 1-3 1-4 | Kobayashi (Kon, Tokuda) — 5 min 30 s (SN) - Aoyama (Miura, Shimizu) — 31 min 46 s (SN) Aoyama (Kobori) — 32 min 48 s Aiki (Sawade) — 57 min 47 s (CV) | Arbitrage : Joonas Kova Juges de lignes : Christian Cristeli Andrew Dalton |
| Soovik           | Gardiens                                                  | Koda                | | Arbitrage : Joonas Kova Juges de lignes : Christian Cristeli Andrew Dalton |
| 16 min           | Pénalités                                                 | 20 min              | | Arbitrage : Joonas Kova Juges de lignes : Christian Cristeli Andrew Dalton |
| 24               | Tirs                                                      | 34                  | | Arbitrage : Joonas Kova Juges de lignes : Christian Cristeli Andrew Dalton |

| 14 décembre | Pays-Bas | 1-7 (0-1, 0-2, 1-4) | Roumanie | Ice Bowl 196 spectateurs |

| Feuille de match | Feuille de match                   | Feuille de match                | Feuille de match | Feuille de match                                                       |
| ---------------- | ---------------------------------- | ------------------------------- | --- | ---------------------------------------------------------------------- |
|                  | - Smeets (Hessels) — 51 min 39 s - | 0-1 0-2 0-3 0-4 1-4 1-5 1-6 1-7 | Rokaly — 3 min 45 s (SN) Sandor (Rokaly) — 20 min 19 s Rokaly (Ferencz-Csibi, Gadjo) — 27 min Reszegh (Rokaly, Antal) — 46 min 38 s (2 SN) - Márton (Timaru) — 52 min 21 s Reszegh (Haraga) — 56 min 37 s Rokaly (Reszegh, Sandor) — 57 min 23 s (SN) | Arbitrage : Miha Bajt Juges de lignes : Ally Flockhart Nikita Vilyugin |
| Missler          | Gardiens                           | Adorján                         | | Arbitrage : Miha Bajt Juges de lignes : Ally Flockhart Nikita Vilyugin |
| 32 min           | Pénalités                          | 12 min                          | | Arbitrage : Miha Bajt Juges de lignes : Ally Flockhart Nikita Vilyugin |
| 16               | Tirs                               | 49                              | | Arbitrage : Miha Bajt Juges de lignes : Ally Flockhart Nikita Vilyugin |

| 14 décembre | Corée du Sud | 5-4 (TB) (0-0, 3-3, 1-1, 0-0, 1-0) | Grande-Bretagne | Ice Bowl 467 spectateurs |

| Feuille de match | Feuille de match | Feuille de match                        | Feuille de match | Feuille de match                                                        |
| ---------------- | --- | --------------------------------------- | --- | ----------------------------------------------------------------------- |
|                  | Lee H. (Kim S.) — 21 min 45 s - Park H. (Kim Jung.) — 27 min 50 s - Lee Ju. — 38 min 10 s (TP) - Lee Ju. (Lee Jo.) — 51 min 26 s - Kim Jung. — 65 min (TB) | 1-0 1-1 2-1 2-2 3-2 3-3 4-3 4-4 5-4     | - Shudra (Howlett, Kelsall) — 27 min 3 s - Kirk (Duggan) — 36 min 38 s - Duggan — 38 min 40 s (TP) - Kirk (Buesa) — 57 min 33 s (SN) | Arbitrage : Andrej Simankov Juges de lignes : Cédric Borga Mads Mandrup |
| Chun             | Gardiens | Lawday (30 min 57 s) James (34 min 3 s) | | Arbitrage : Andrej Simankov Juges de lignes : Cédric Borga Mads Mandrup |
| 10 min           | Pénalités | 6 min                                   | | Arbitrage : Andrej Simankov Juges de lignes : Cédric Borga Mads Mandrup |
| 31               | Tirs | 42                                      | | Arbitrage : Andrej Simankov Juges de lignes : Cédric Borga Mads Mandrup |

| 16 décembre | Roumanie | 2-5 (1-2, 0-1, 1-2) | Corée du Sud | Ice Bowl 327 spectateurs |

| Feuille de match | Feuille de match                                          | Feuille de match            | Feuille de match | Feuille de match                                                          |
| ---------------- | --------------------------------------------------------- | --------------------------- | --- | ------------------------------------------------------------------------- |
|                  | - Sándor — 10 min 40 s - Reszegh (Sándor) — 58 min 44 s - | 0-1 0-2 1-2 1-3 1-4 2-4 2-5 | Lee Jo. (Lee Ju., Park M.) — 1 min 28 s Park M. (Chae, Kim Jung.) — 7 min 32 s - Lee Jo. (Park M., Lee S.) — 25 min 46 s Lee Ju. (Park M., Kang) — 45 min 39 s (SN) - Lee Ju. (Lee Jo., Park M.) — 59 min 39 s (CV) | Arbitrage : Joonas Kova Juges de lignes : Christian Cristeli Mads Mandrup |
| Adorján          | Gardiens                                                  | Kim T.                      | | Arbitrage : Joonas Kova Juges de lignes : Christian Cristeli Mads Mandrup |
| 4 min            | Pénalités                                                 | 8 min                       | | Arbitrage : Joonas Kova Juges de lignes : Christian Cristeli Mads Mandrup |
| 35               | Tirs                                                      | 33                          | | Arbitrage : Joonas Kova Juges de lignes : Christian Cristeli Mads Mandrup |

| 16 décembre | Estonie | 5-6 (3-0, 1-4, 1-2) | Pays-Bas | Ice Bowl 433 spectateurs |

| Feuille de match                   | Feuille de match | Feuille de match                            | Feuille de match | Feuille de match                                                   |
| ---------------------------------- | --- | ------------------------------------------- | --- | ------------------------------------------------------------------ |
|                                    | Koll (Barantsukov) — 4 min 29 s Nevzorov (Jurgens) — 5 min 36 s Aleksandrov (Koll, Anufrijev) — 16 min 43 s (SN) - Nestertsuk (Slessarevski, Aleksandrov) — 29 min 39 s - Aleksandrov (Linde) — 57 min 36 s | 1-0 2-0 3-0 3-1 4-1 4-2 4-3 4-4 4-5 4-6 5-6 | - J. van Soest (T. van Soest, De Bonth) — 22 min - J. van Soest (Sikma) — 32 min 48 s Coehorst (de Ruiter) — 33 min 55 s Muller — 38 min 40 s J. van Soest (T. van Soest) — 47 min 47 s (SN) Sars (J. van Soest) — 51 min 19 s - | Arbitrage : Adam Kirk Juges de lignes : Cédric Borga Andrew Dalton |
| Jõgi (40 min) Soovik (19 min 15 s) | Gardiens | Kosters (20 min) Missler (40 min)           | | Arbitrage : Adam Kirk Juges de lignes : Cédric Borga Andrew Dalton |
| 18 min                             | Pénalités | 18 min                                      | | Arbitrage : Adam Kirk Juges de lignes : Cédric Borga Andrew Dalton |
| 48                                 | Tirs | 24                                          | | Arbitrage : Adam Kirk Juges de lignes : Cédric Borga Andrew Dalton |

| 16 décembre | Grande-Bretagne | 2-5 (0-2, 1-0, 1-3) | Japon | Ice Bowl 735 spectateurs |

| Feuille de match | Feuille de match                                                                           | Feuille de match            | Feuille de match | Feuille de match                                                          |
| ---------------- | ------------------------------------------------------------------------------------------ | --------------------------- | --- | ------------------------------------------------------------------------- |
|                  | - Kirk (Knaggs, Kelsall) — 29 min 21 s (2 SN) - Shudra (Kirk, Knaggs) — 55 min 37 s (JS) - | 0-1 0-2 1-2 1-3 1-4 2-4 2-5 | Kume (Sakuma) — 4 min 22 s Miura (Tokoro, Kobori) — 8 min 49 s (SN) - Aiki (Kon) — 42 min 33 s Miura (Shimizu, Tokoro) — 51 min 9 s (SN) - Shinoda (Tokoro, Kobayashi) — 59 min 4 s (CV) | Arbitrage : Miha Bajt Juges de lignes : Nicholas Briganti Nikita Vilyugin |
| Lawday           | Gardiens                                                                                   | Sato                        | | Arbitrage : Miha Bajt Juges de lignes : Nicholas Briganti Nikita Vilyugin |
| 26 min           | Pénalités                                                                                  | 10 min                      | | Arbitrage : Miha Bajt Juges de lignes : Nicholas Briganti Nikita Vilyugin |
| 28               | Tirs                                                                                       | 30                          | | Arbitrage : Miha Bajt Juges de lignes : Nicholas Briganti Nikita Vilyugin |

## Classement final
| Clt   | Équipe              | PJ | V | VP | D | DP | BP | BC | Diff | Pts |
| ----- | ------------------- | -- | - | -- | - | -- | -- | -- | ---- | --- |
| +001, | Japon               | 5  | 4 | 1  | 0 | 0  | 23 | 7  | +16  | 14  |
| +002, | Corée du Sud (P)    | 5  | 2 | 2  | 1 | 0  | 21 | 19 | +2   | 10  |
| +003, | Grande-Bretagne (R) | 5  | 3 | 0  | 1 | 1  | 23 | 15 | +8   | 10  |
| +004, | Estonie             | 5  | 1 | 0  | 3 | 1  | 20 | 25 | -5   | 4   |
| +005, | Roumanie            | 5  | 1 | 0  | 3 | 1  | 17 | 20 | -3   | 4   |
| +006, | Pays-Bas            | 5  | 1 | 0  | 4 | 0  | 13 | 31 | -18  | 3   |

- Promu en Division IB en 2019
- Relégué en Division IIB en 2019

Pour les significations des abréviations, voir statistiques du hockey sur glace.

## Récompenses individuelles
| Rang | Joueur         | Pays            | PJ | B | A | Pts | +/− | Pun |
| ---- | -------------- | --------------- | -- | - | - | --- | --- | --- |
| 1    | Liam Kirk      | Grande-Bretagne | 5  | 7 | 7 | 14  | +6  | 6   |
| 2    | Lee Jong-min   | Corée du Sud    | 5  | 6 | 4 | 10  | +6  | 4   |
| 2    | Lee Juhyung    | Corée du Sud    | 5  | 6 | 4 | 10  | +6  | 4   |
| 4    | Tohi Kobayashi | Japon           | 5  | 4 | 6 | 10  | +7  | 2   |
| 5    | Szilard Rokaly | Roumanie        | 5  | 5 | 4 | 9   | +5  | 4   |
| 6    | Samuel Duggan  | Grande-Bretagne | 5  | 4 | 5 | 9   | +6  | 0   |
| 6    | Zoltan Sandor  | Roumanie        | 5  | 4 | 5 | 9   | +3  | 4   |
| 6    | Cole Shudra    | Grande-Bretagne | 5  | 4 | 5 | 9   | +6  | 22  |
| 9    | Andre Linde    | Estonie         | 5  | 2 | 7 | 9   | -1  | 2   |
| 10   | Park Mingyu    | Corée du Sud    | 5  | 1 | 7 | 8   | +7  | 4   |

| Rang | Joueur         | Pays            | Min          | BC | Moy  | %Arr  | Bl |
| ---- | -------------- | --------------- | ------------ | -- | ---- | ----- | -- |
| 1    | Ryota Koda     | Japon           | 120 min 56 s | 2  | 0,99 | 93,75 | 0  |
| 2    | Eiki Sato      | Japon           | 180 min 41 s | 5  | 1,66 | 91,67 | 0  |
| 3    | Kim Tae-kyung  | Corée du Sud    | 185 min 0 s  | 11 | 3,57 | 90,83 | 0  |
| 4    | Örs Adorján    | Roumanie        | 286 min 25 s | 17 | 3,56 | 90,12 | 0  |
| 5    | Jordan Lawday  | Grande-Bretagne | 207 min 57 s | 10 | 2,89 | 89,90 | 0  |
| 6    | Chun Jong-hun  | Corée du Sud    | 125 min 0 s  | 8  | 3,84 | 89,33 | 0  |
| 7    | Oliver Soovik  | Estonie         | 201 min 32 s | 14 | 4,17 | 87,16 | 0  |
| 8    | Jaimy Missler  | Pays-Bas        | 159 min 51 s | 14 | 5,25 | 87,04 | 0  |
| 9    | Sander Kosters | Pays-Bas        | 140 min 0 s  | 17 | 7,29 | 85,59 | 0  |

Pour les significations des abréviations, voir statistiques du hockey sur glace.
Nota : seuls sont classés les gardiens ayant joué au minimum 40 % du temps de jeu de leur équipe.